# Jack Manchester

a Compétitions nationales et continentales officielles uniquement.

b Matchs officiels uniquement.
Dernière mise à jour le 13 juin 2025.
Jack Manchester, né le 29 janvier 1908 à Waimate (Nouvelle-Zélande) et décédé le 6 septembre 1983, est un joueur de rugby à XV qui a représenté l'équipe de Nouvelle-Zélande. Il joue au poste de troisième ligne aile. 

## Carrière
Jack Manchester joue 59 matchs avec la province de Canterbury.
Il dispute son premier test match avec l'équipe de Nouvelle-Zélande le 2 juillet 1932 contre l'Australie. Son dernier test match est contre l'Angleterre, le 4 janvier 1936. 
Il est vingt fois capitaine de l'équipe de Nouvelle-Zélande. Au total, il joue 102 matchs de haut niveau.

## Palmarès
- Nombre de test matchs avec les All Blacks : 9 (4 comme capitaine)
- Nombre total de matchs avec les All Blacks : 36 (20 comme capitaine)